# Neodillonia
Neodillonia – rodzaj chrząszczy z rodziny kózkowatych i podrodziny zgrzypikowych.

## Zasięg występowania
Przedstawiciele tego rodzaju występują w Ameryce Południowej od Ekwadoru na północy po Argentynę na południu.

## Systematyka
Do Neodillonia należą 2 gatunki:
- Neodillonia albisparsa
- Neodillonia waltersi